# Zell (Austria)
Zell è un comune austriaco di 600 abitanti nel distretto di Klagenfurt-Land, in Carinzia. Abitato anche da sloveni della Carinzia, è un comune bilingue; il suo nome in sloveno è Sele.

## Società

### Lingue e dialetti
| %     | Ripartizione linguistica (gruppi principali) |
| ----- | -------------------------------------------- |
| 9,1%  | madrelingua tedesca                          |
| 89,1% | madrelingua slovena                          |